# Xiao Tong
Pour les articles homonymes, voir Xiao.
Dans ce nom, le nom de famille, Xiao, précède le nom personnel.
Xiao Tong (chinois simplifié : 萧统 ; chinois traditionnel : 蕭統 ; pinyin : xiāo tǒng), né en 501, mort le 30 mai 531, est un écrivain chinois, fils de l'empereur Wu de la dynastie Liang.
Xiao Tong était destiné à succéder à son père, ayant reçu le titre de prince héritier sous le nom de Zhaoming Taizi. Mais il meurt après être tombé à l'eau.
Il reste de la main de Xiao Tong des œuvres en prose et en vers. Mais il est surtout connu pour avoir patronné le Wenxuan, une anthologie littéraire réalisée par des lettrés de la cour impériale, et dont il a rédigé la préface.